# Karabin maszynowy Besa
Besa – brytyjska wersja czechosłowackiego ciężkiego karabinu maszynowego ZB-53 (Model 37). Był używany podczas II wojny światowej jako uzbrojenie brytyjskich czołgów i pojazdów opancerzonych.

## Historia
Po wprowadzeniu w 1935 roku do uzbrojenia armii brytyjskiej rkm-u Bren (wersja czeskiego ZB26) uznano że naturalnym następcą ckm-u Vickers będzie ZB53 także zaprojektowany przez Zbrojovkę Brno. W 1936 brytyjska firma BSA uzyskała zgodę na licencyjną produkcję tego karabinu maszynowego.
Już pierwsze próby ZB53 w Wielkiej Brytanii wykazały, że nie jest to konstrukcja udana. Karabin okazał się bardzo wrażliwy na zanieczyszczenia i wymagał starannej obsługi. Dlatego zdecydowano o kontynuacji produkcji karabinu Vickersa (ostatecznie został on wycofany z uzbrojenia dopiero w 1968 roku), karabin ZB53 miał natomiast stać się uzbrojeniem czołgów. Brytyjskie ministerstwo obrony zamówiło tę broń w roku 1938, rok później rozpoczęła się jej produkcja. Karabin maszynowy Besa używany był do końca wojny, mimo że stosowana w nim amunicja 7,92 × 57 mm Mauser różniła się od standardowej brytyjskiej amunicji .303" (7,7 mm) używanej w tym czasie.

## Besa 15 mm
Istniała także wielkokalibrowa wersja tego karabinu czyli ZB-60, zwana też Besa 15 mm. Model był używany przez czołg lekki Mk VI C i brytyjskie samochody pancerne Humber AC Mk I-III oraz Guy AC Mk IA. W odróżnieniu od modelu 7,92 mm, mógł on także strzelać ogniem pojedynczym, co było w praktyce częściej wykorzystywane z uwagi na lepszą celność. Wielkokalibrowy karabin maszynowy ważył prawie 57 kg. Zasilanie stanowiła metalowa taśma 25-nabojowa. Broń ta jednak nie była lubiana przez żołnierzy: była niecelna przy ogniu seryjnym z uwagi na wibracje długiej lufy, trudna do załadowania i problematyczne było usuwanie jej zacięć

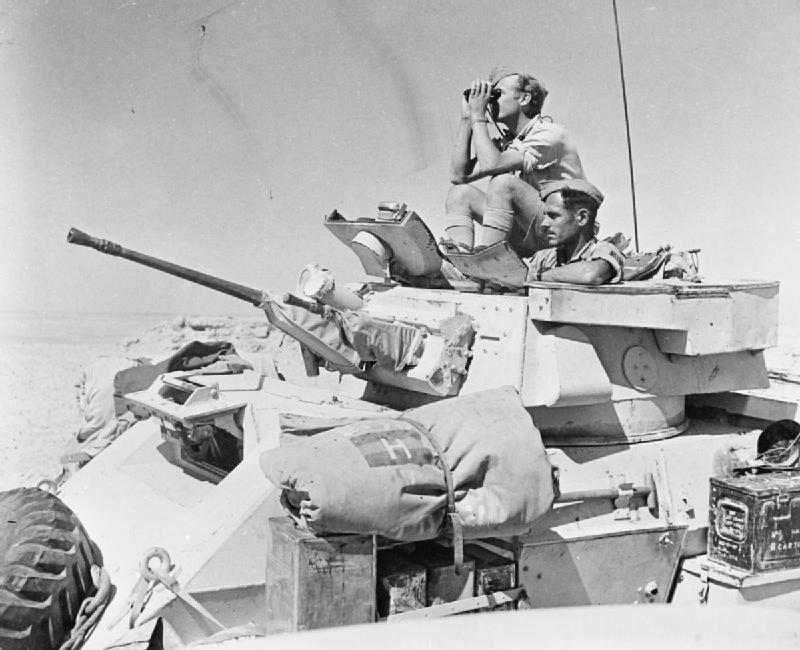
Zbliżenie na wieżę samochodu pancernego Humber AC Mk.II z karabinami maszynowymi Besa kalibru 15 mm i 7,92 mm (częściowo osłoniętymi pokrowcami przeciwpyłowymi)